# Journal of Fluid Mechanics
Journal of Fluid Mechanics es una publicación académica revisada por pares dedicada al campo de la mecánica de fluidos. Publica trabajos originales sobre física y mecánica de fluidos, teoría computacional y aspectos experimentales relacionados con el tema.
La revista es publicada por Cambridge University Press y conserva una fuerte asociación con la Universidad de Cambridge, en particular con el Departamento de Matemáticas Aplicadas y Física Teórica (DAMTP). Los volúmenes se publican dos veces al año en una sola columna, formato ISO 216.
La revista fue creada en 1956 por George Batchelor, que fue su redactor jefe durante cuarenta años. Comenzó como editor único, para después hacerse cargo un equipo de editores asociados, editores que prestan asistencia en la organización y la revisión de los artículos. A partir de enero de 2012, hay 2 editores adjuntos y 20 de editores asociados. John W. Millas es el investigador con más trabajos publicados en la revista; apareció 117 veces en la misma.

## Editores
Las siguientes personas han sido editor (más tarde, editor jefe) de la Revista de la Mecánica de Fluidos:
- 1956–1996: George Batchelor (DAMTP)
- 1966–1983: Keith Moffatt (DAMTP)
- 1996–2000: David Crighton (DAMTP)
- 2000–2006: Tim Pedley (DAMTP)
- 2000–2010: Stephen H. Davis (Universidad del Noroeste)
- 2007–presente: Grae Worster (DAMTP)
- 2022-presente: Colm-cille Caulfield (DAMTP)